# Kumbaney
Kumbaney ist eine Ortschaft im westafrikanischen Staat Gambia.
Nach einer Berechnung für das Jahr 2013 leben dort etwa 304 Einwohner, das Ergebnis der letzten veröffentlichten Volkszählung von 1993 betrug 259.

## Geographie
Kumbaney in der Central River Region, im Distrikt Niamina West, liegt am linken Ufer des Gambia-Flusses. Der Ort befindet sich unmittelbar an der South Bank Road, zwischen Dalaba und Jarreng. 2,9 Kilometer östlich von Kumbaney liegt Kerr Katim.